# Eyalet di Rumelia
L'eyalet di Rumelia (in turco: Eyalet-i Rumili) fu un eyalet dell'Impero ottomano, nell'area comprendente buona parte degli attuali Balcani centrali.
La regione venne a formarsi sotto il regno di Murad I e fu il primo beyliato dell'Impero ottomano. Il primo beylerbey fu Lala Shahin Pascià.

## Storia
Il territorio venne derivato direttamente dall'ex Impero bizantino conquistato dagli Ottomani. Gradualmente, tra XIV e XV secolo, l'espansione turca portò ad una graduale ma progressiva avanzata nel territorio balcanico con l'annessione di alcune realtà statali locali formatesi come la Signoria di Prilep (annessa nel 1395), il Despotato serbo (annesso nel 1459) ed il Regno di Bosnia (annesso nel 1463). In tempi successivi il territorio si espanse ulteriormente grazie all'unione del Despotato di Dobrugia e del Principato di Karvuna.

## Geografia antropica

### Suddivisioni amministrative
| Divisioni amministrative del beylato di Rumelia nel 1700-1730: 1. sangiaccato di Manastir (Paşa Sancaığı, Bitola) 2. sangiaccato di Kjustendil (Köstendil Sancağı, Kjustendil) 3. Sangiaccato di Trikala (Tırhala Sancağı, Trikala) 4. Sangiaccato di Giannina (Yanya Sancağı, Giannina) 5. sangiaccato di Delvino (Delvine Sancağı, Delvinë) 6. Sangiaccato di Elbasan (İlbasan Sancağı, Elbasan) 7. Sangiaccato di Scutari (İskenderiyye Sancağı, Scutari) 8. sangiaccato di Avlona (Avlonya Sancağı, Valona) 9. Sangiaccato di Ocrida (Ohri Sancağı, Ocrida) 10. Sangiaccato di Kruševac (Alaca Hisar Sancağı, Kruševac) 11. Sangiaccato di Salonicco (Selânik Sancağı, Salonicco) 12. sangiaccato di Dukagjin (Dukakin Sancağı, Dukagjin) 13. sangiaccato di Prizren (Prizrin Sancağı, Prizren) 14. sangiaccato di Üsküb (Üsküb Sancağı, Skopje) 15. sangiaccato di Vučitrn (Vulçıtrin Sancağı, Vučitrn) 16. sangiaccato dei Voynuk (Voynugân Sancağı, ) 17. Sangiaccato di Cirmen (Çengân Sancağı) 18. sangiaccato degli Yörük (Yörükân Sancağı, ) | I sangiaccati nel XIX secolo: 1. sangiaccato di Monastir 2. Sangiaccato di Salonicco 3. Sangiaccato di Trikala 4. Sangiaccato di Scutari 5. Sangiaccato di Ocrida 6. sangiaccato di Avlona 7. Sangiaccato di Kjustendil 8. Sangiaccato di Elbasan 9. sangiaccato di Prizren o Perserin 10. sangiaccato di Dukagjin 11. sangiaccato di Üsküb 12. sangiaccato di Delvina 13. sangiaccato di Vučitrn 14. sangiaccato di Kavala 15. Sangiaccato di Kruševac 16. Sangiaccato di Giannina |

## Governatori
- Il primo beylerbey di Rumelia fu Lala Shahin Pascià, il lala (tutore) di Murad I.[2]
- Timurtaş Beg fu beylerbey nel 1385[3]
- Şahabettin Pasha (Sa'd ed-din Pasha) (1436)
- Kasim Pasha (1443)[4]
- Sokollu Mehmed Pascià (Mehmed-paša Sokolović) (1551-1555)
- Pertev Pasha (Serbian Ottoman from Herzegovina) (1555-?)
- Yeğen Pasha (XVII secolo)
- Sari Ahmed Pasha (1714) .[5]
- Hadži Mustafa Pasha - (nominato nell'estate del 1797)[6]